# 영동 매천리 미선나무 자생지
영동 매천리 미선나무 자생지는 충청북도 영동군 영동읍 매천리에 있는 미선나무의 자생지이다. 대한민국의 천연기념물 제364호로 지정되어 있다.